# Hoshaná Rabá

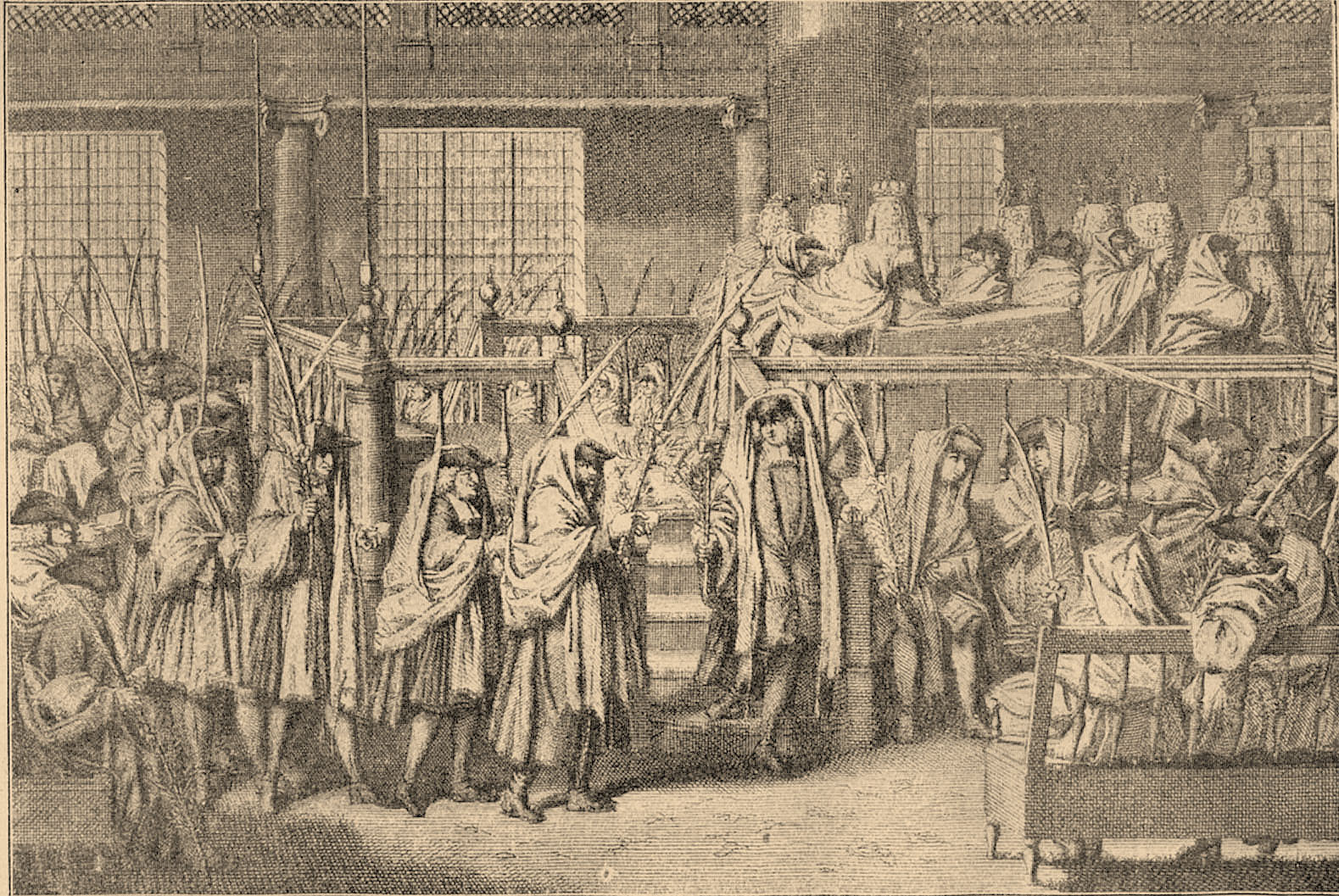
Ilustração da Enciclopédia Judaica de Brockhaus e Efron (1906-1913).

O sétimo dia da festa judaica de Sucot, 21° dia de Tishrei, é conhecido como Hoshaná Rabá (aramaico: הוֹשַׁעְנָא רַבָּא, "Grande Hoshaná/Súplica"). Esse dia é marcado por um serviço especial na sinagoga, na qual sete voltas são feitas pelos congregantes com seus lulav e etrog ao redor do púlpito, enquanto é recitado Hoshanot por todos. É costume retirar os rolos de Torá da arca durante esta procissão. Em algumas comunidades, um shofar é soado após cada circuito.